# آرامگاه شیخ عبدالسلام
آرامگاه شیخ عبدالسلام مربوط به سدهٔ ۸ ه.ق است و در شهرستان کرمان، روستای لنگر واقع شده و این اثر در تاریخ ۸ آذر ۱۳۵۵ با شمارهٔ ثبت ۱۳۱۴ به‌عنوان یکی از آثار ملی ایران به ثبت رسیده‌است.
این آرامگاه در دو کیلومتری غرب شهر ماهان، در خارج از روستای لنگر، میان مزارع جو و گندم واقع شده است. ساختمان بقعه، بنایی بسیار باشکوه و مجلّل می‌باشد. بقعه، شامل ایوان، گنبد، صحن، صفّه و مقبره زیبا است.

## معماری
اصل بنا به صورت مربّع و آن چه که باقی مانده شامل دو اتاق تو در توست. ایوان بقعه در مغرب قرار دارد که خود شامل سردری مقرنس‌کاری زیبایی است. پس از عبور از ایوان، مرقدی بر روی سکویی به طول سه و عرض دو متر قرار گرفته که در قسمت بالایی آن کتیبه‌هایی از آیات قرآنی دارد. بر بالای این سکو، سنگ قبری به طول 20/2 و عرض 50 سانتی‌متر تعبیه نموده اند که دارای گچ‌بری های ظریف و حجّاری‌های فوق العاده‌ای از آیه های قرآن (آیة الکرسی) دارد. در آخر یکی از کتیبه ها پس از جمله سبحان اللَّه و الحمد للَّه و لا اله الا اللَّه و اللَّه اکبر نوشته شده: «تعمیر شد مرقد آقا شیخ عبدالسّلام قطب الدّین فی سنة 733 هـ . ق.»مرقد دارای چهار صفّه کوتاه به ارتفاع سه متر است که چهار زاویة آن را مقرنس کاری های ظریفی انجام داده اند. در اتاق دوّم نیز صورت قبری وجود دارد. بر بالای بقعه گنبدی شلجمی به قطر پنج و ارتفاع هفت متر است که در انتهای ساقة آن کلمات اللَّه محمّد حسین به صورت بنایی تکرار و تزیین شده است. زمین زیارتگاه حدود دو هزار مترمربّع است.
حیاطی مستطیل شکل که از داخل در هر ضلع دارای شش سکو که هر کدام از آنها دارای طاقی قوس دار (هلالی) است، قرار دارد. ارتفاع دیوار نزدیک به ۳.۵ متر و ورودی اصلی بنا از سمت غرب است.
قبر آن به طور کل از گچ ساخته شده و روی آن آیات قرآن و نقاشی دیده می شود که به صورت برجسته کار شده است.

## شیخ عبدالسلام
شیخ قطب الدین عبدالسلام ماهانی از عرفای بزرگ بیش از یک قرن قبل از شاه نعمت الله ولی می زیسته و مورد احترام خاص آن عارف بزرگ بوده است. مقبره شیخ عبد السلام در لنگر یک کیلومتری ماهان است که به همین دلیل نام اصلی این ولایت ، لنگر عبدالسلام می باشد.این عارف بزرگ از اساتید شاه نعمت الله ولی بوده است که مورد احترام ویژه و خاص مردم این بخش می باشد.

## نگارخانه

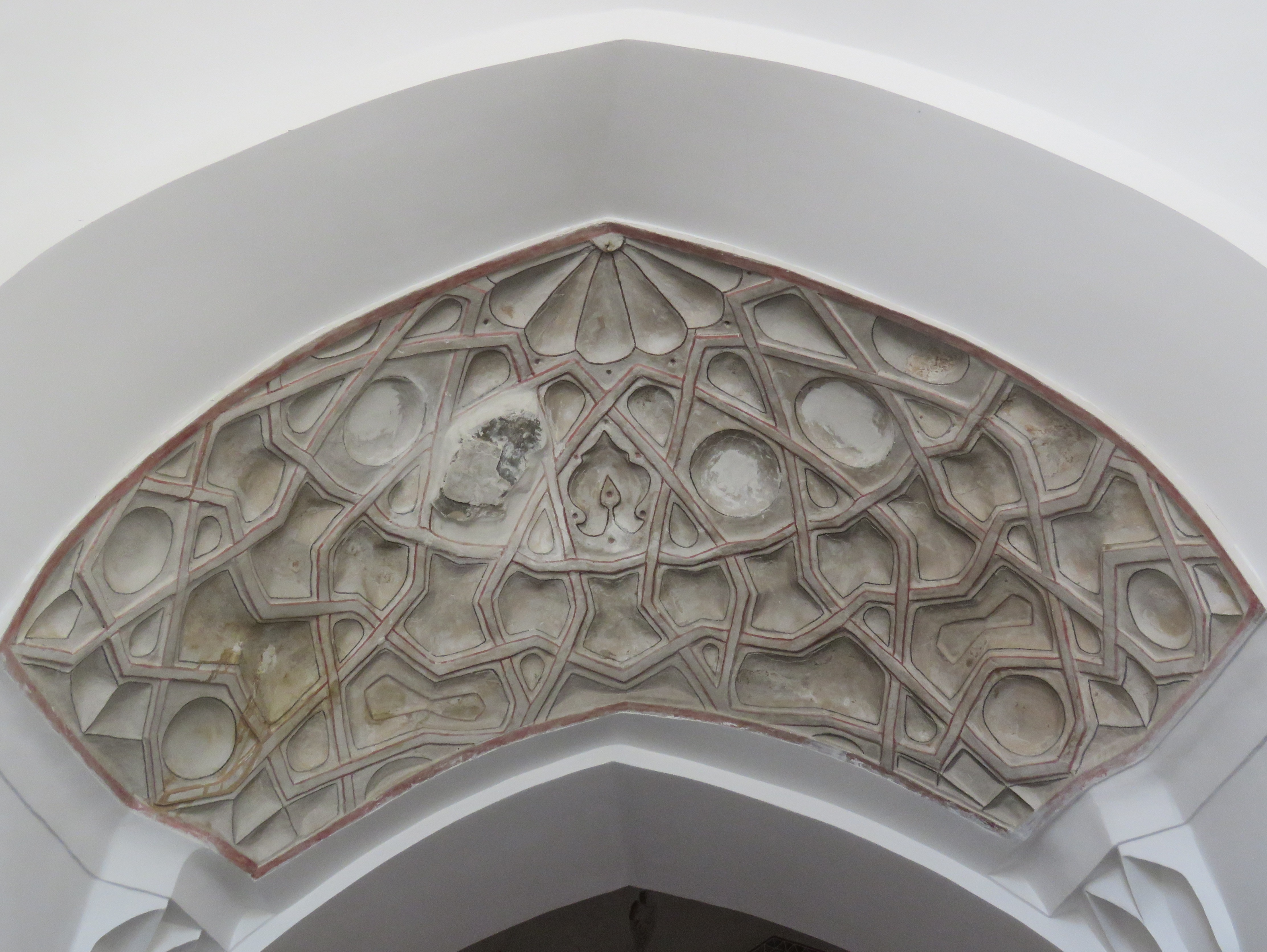
گچ بری آرامگاه شیخ عبدالسلام کرمان
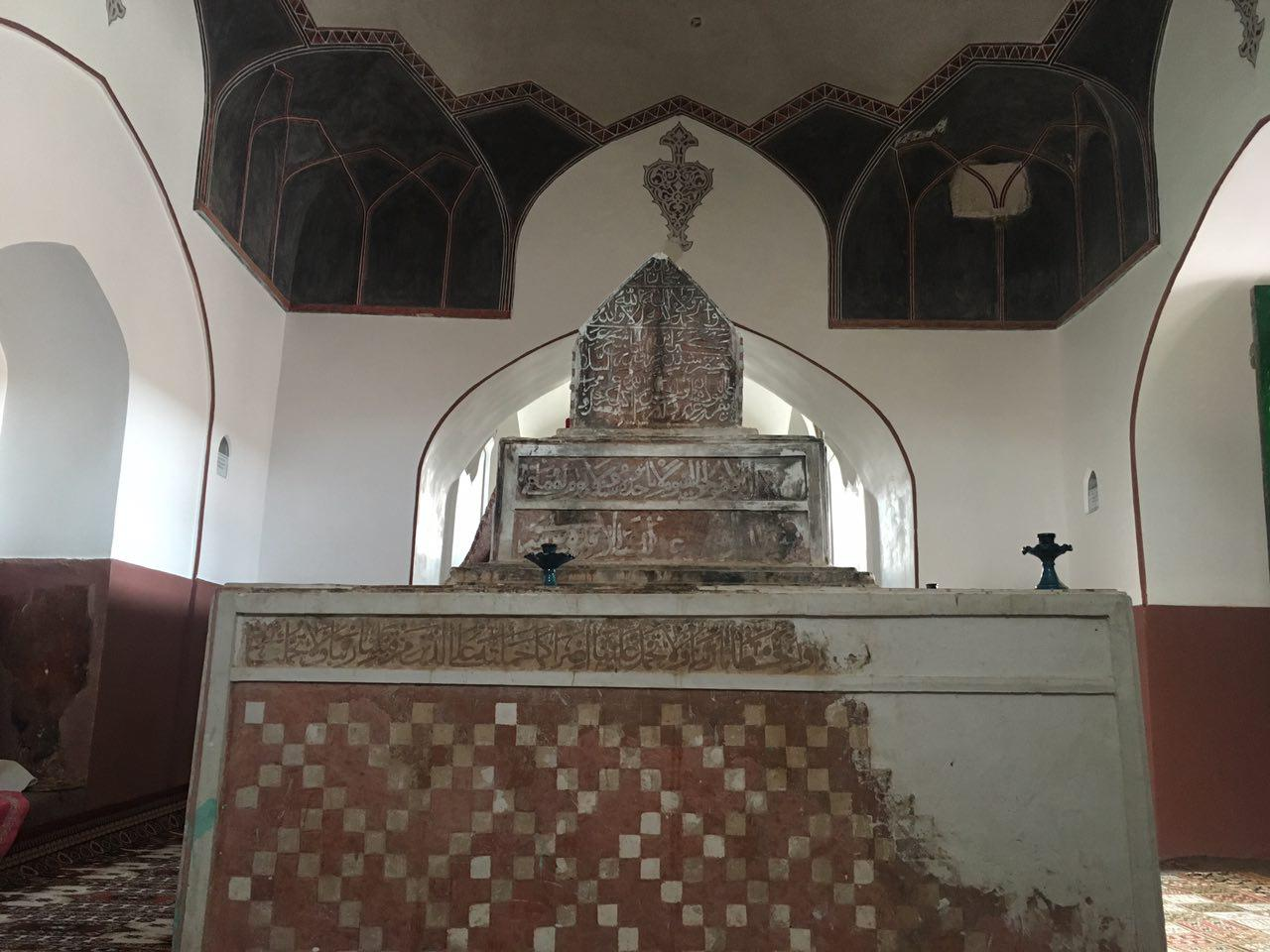
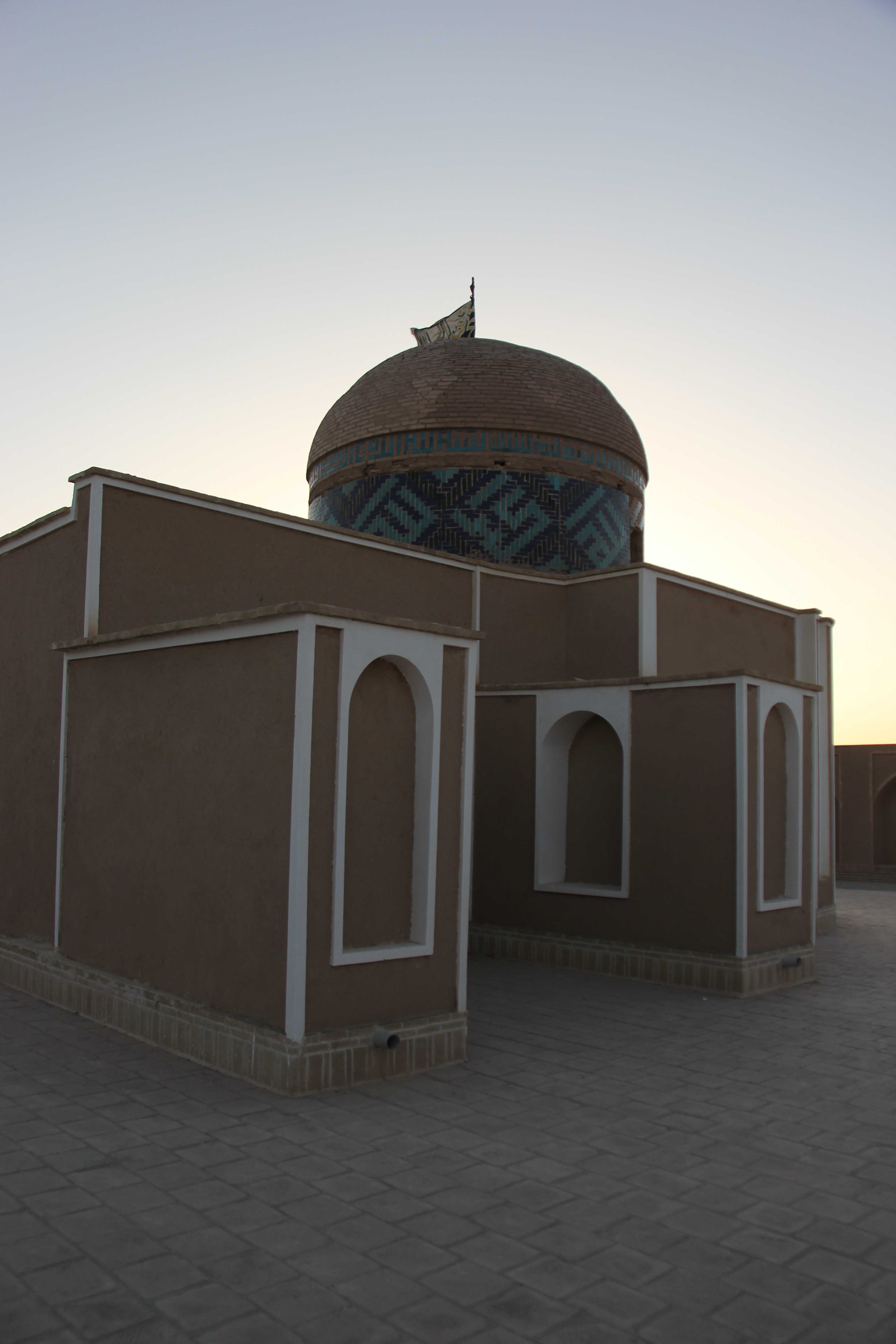
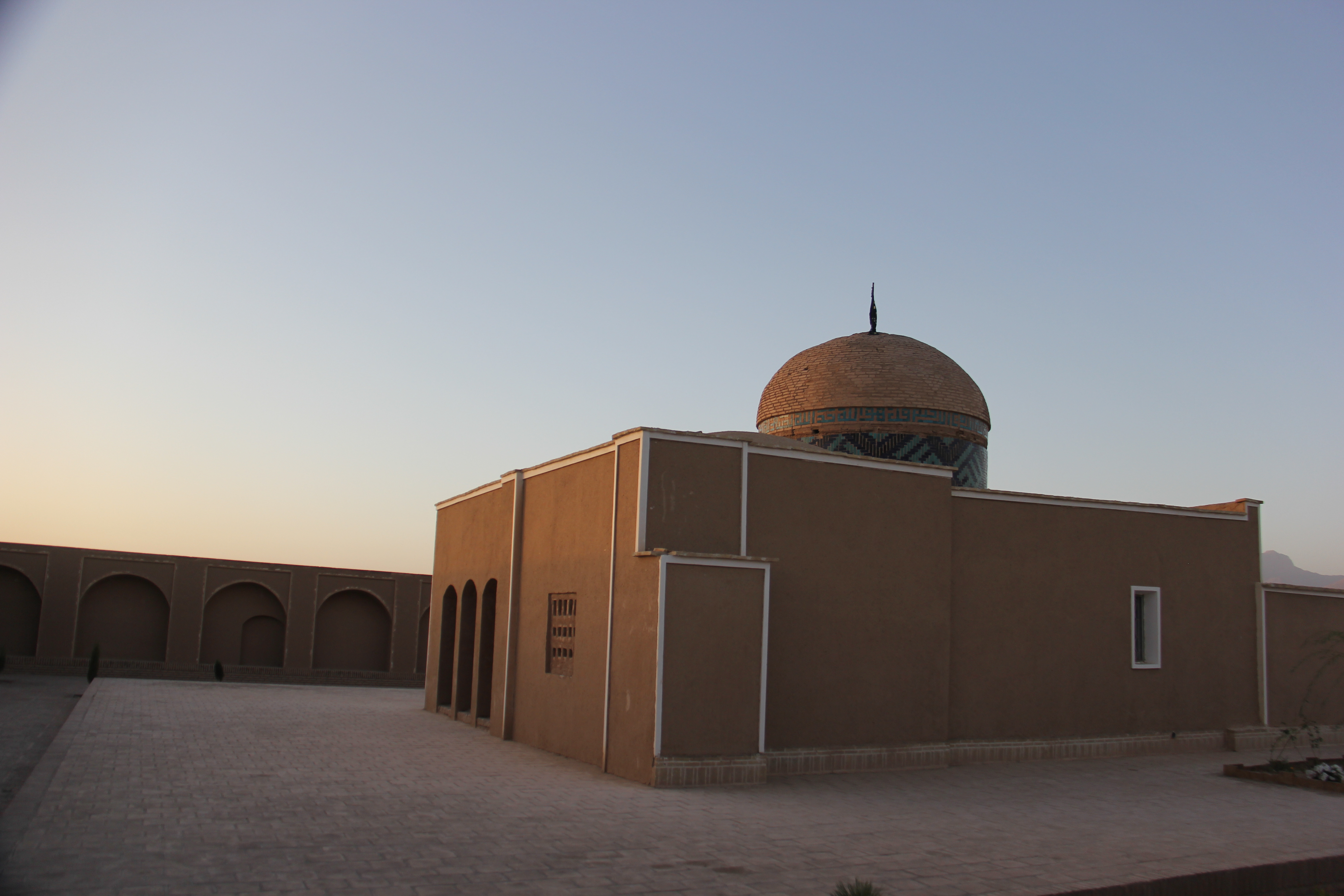
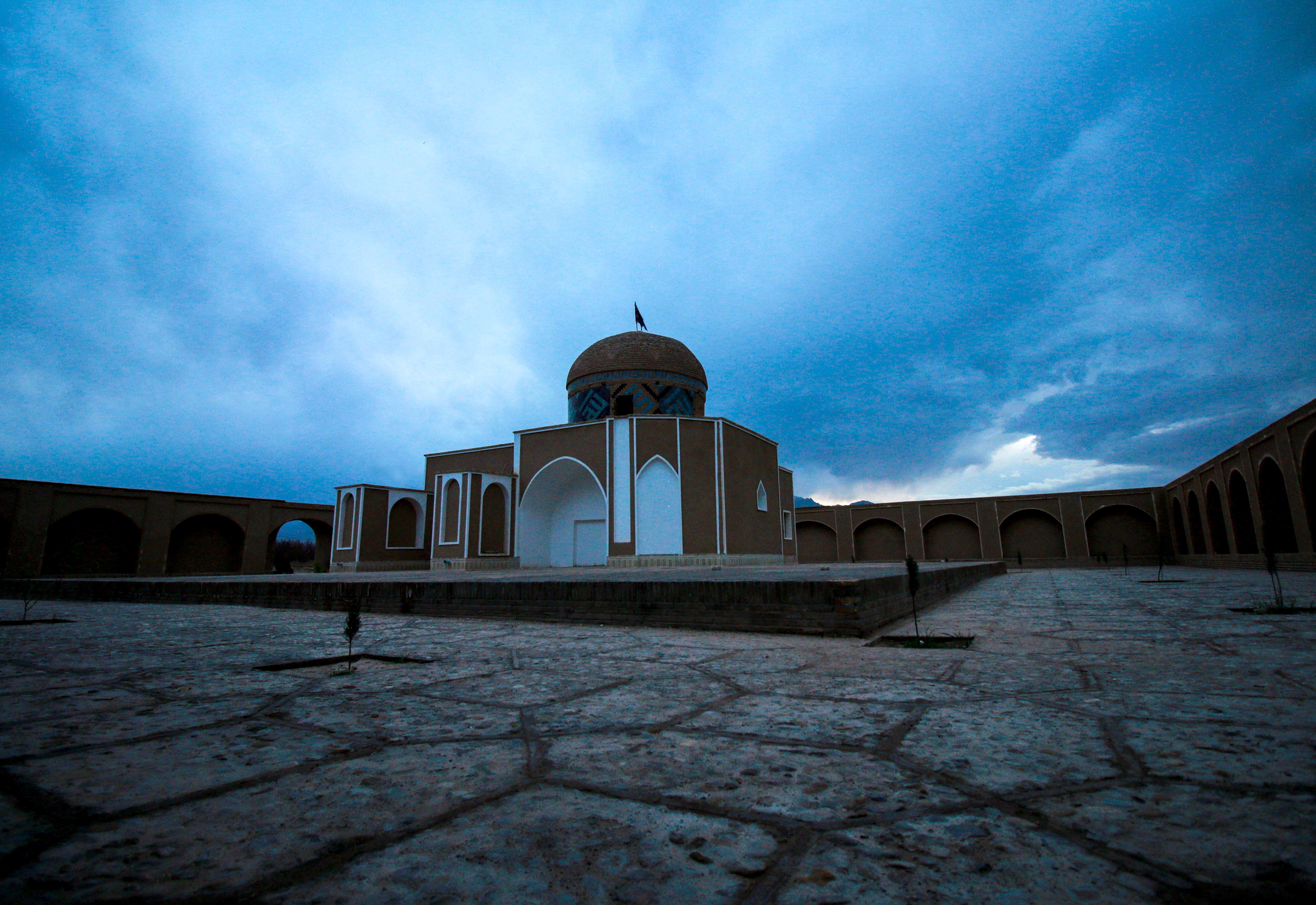
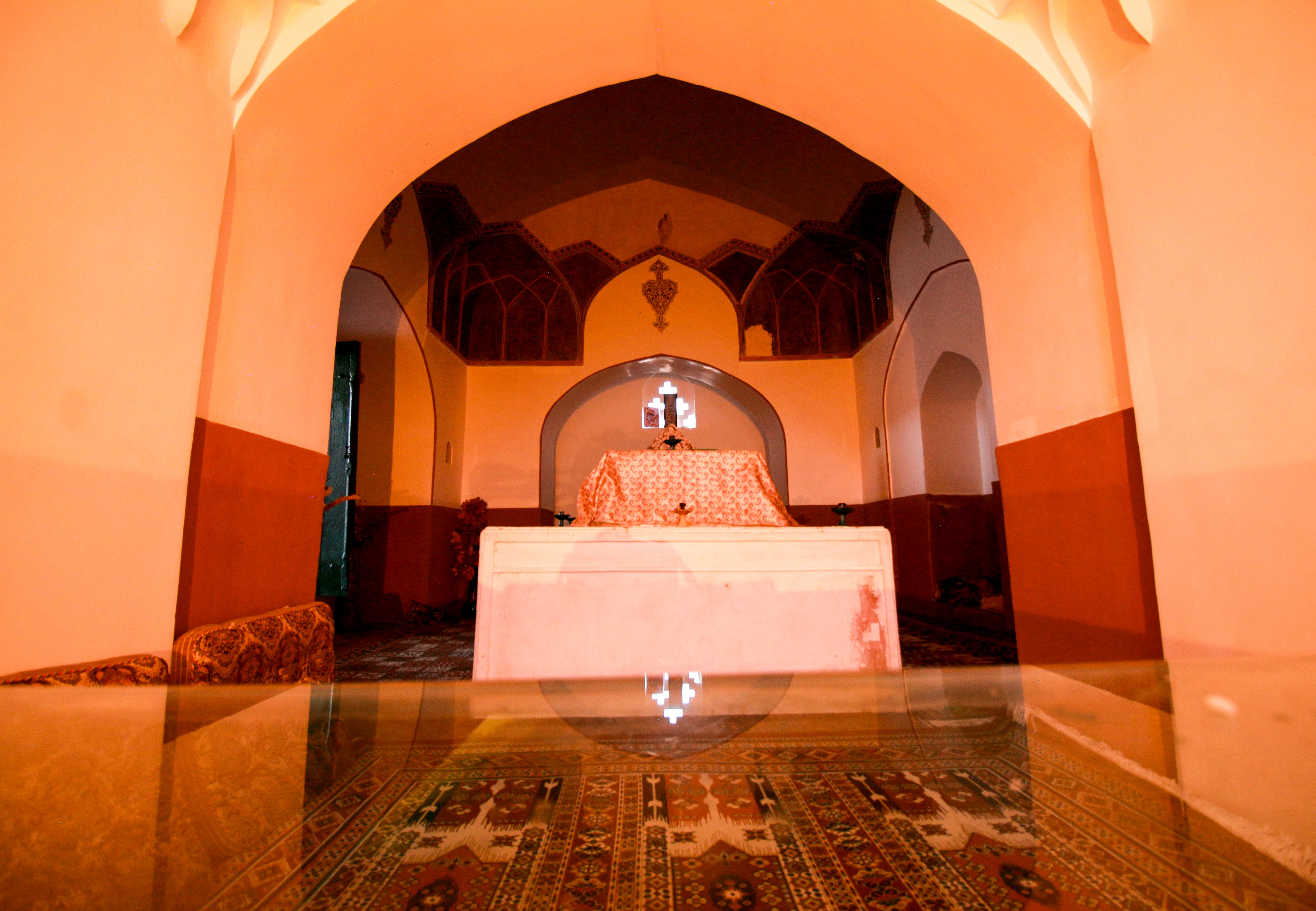
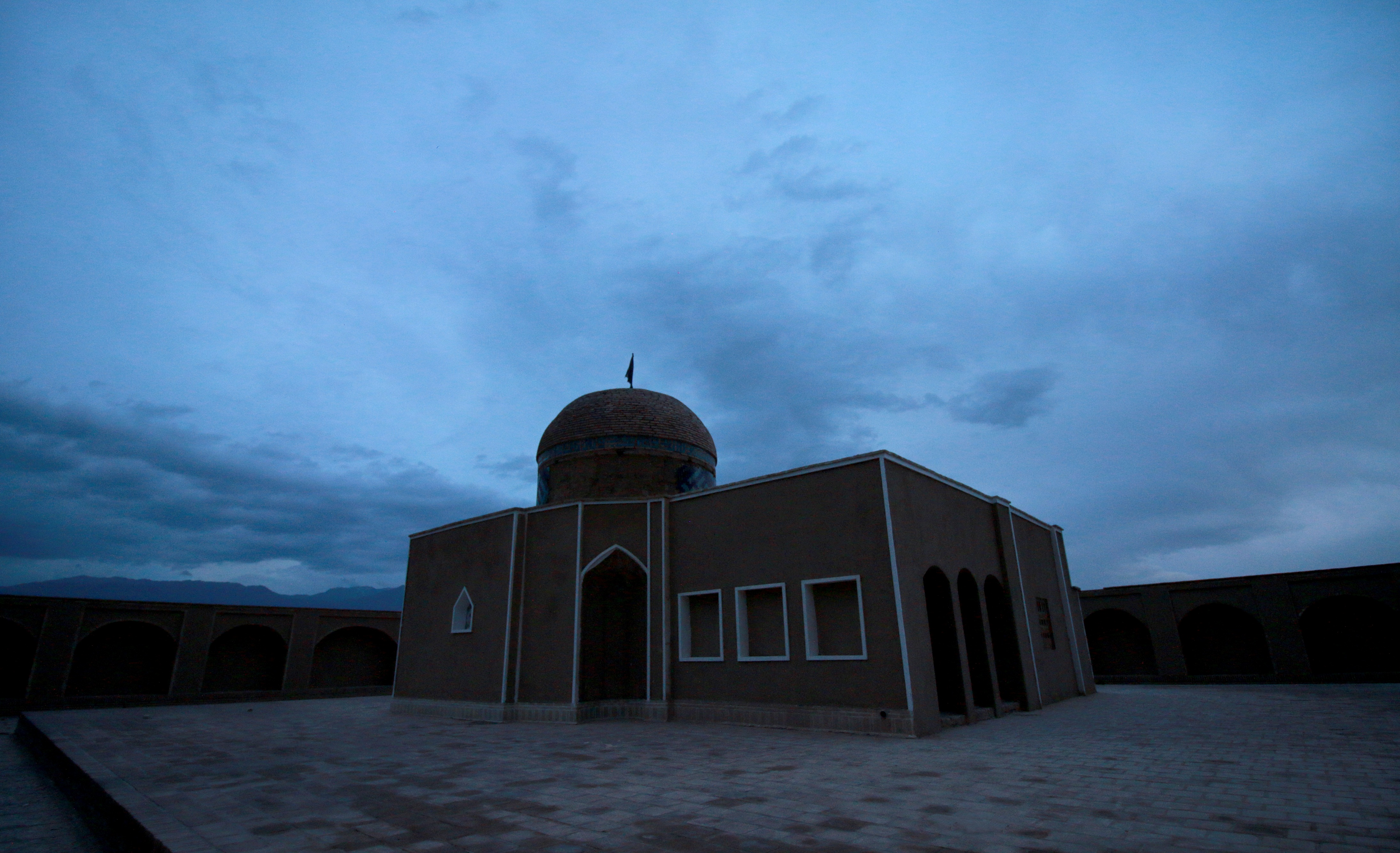
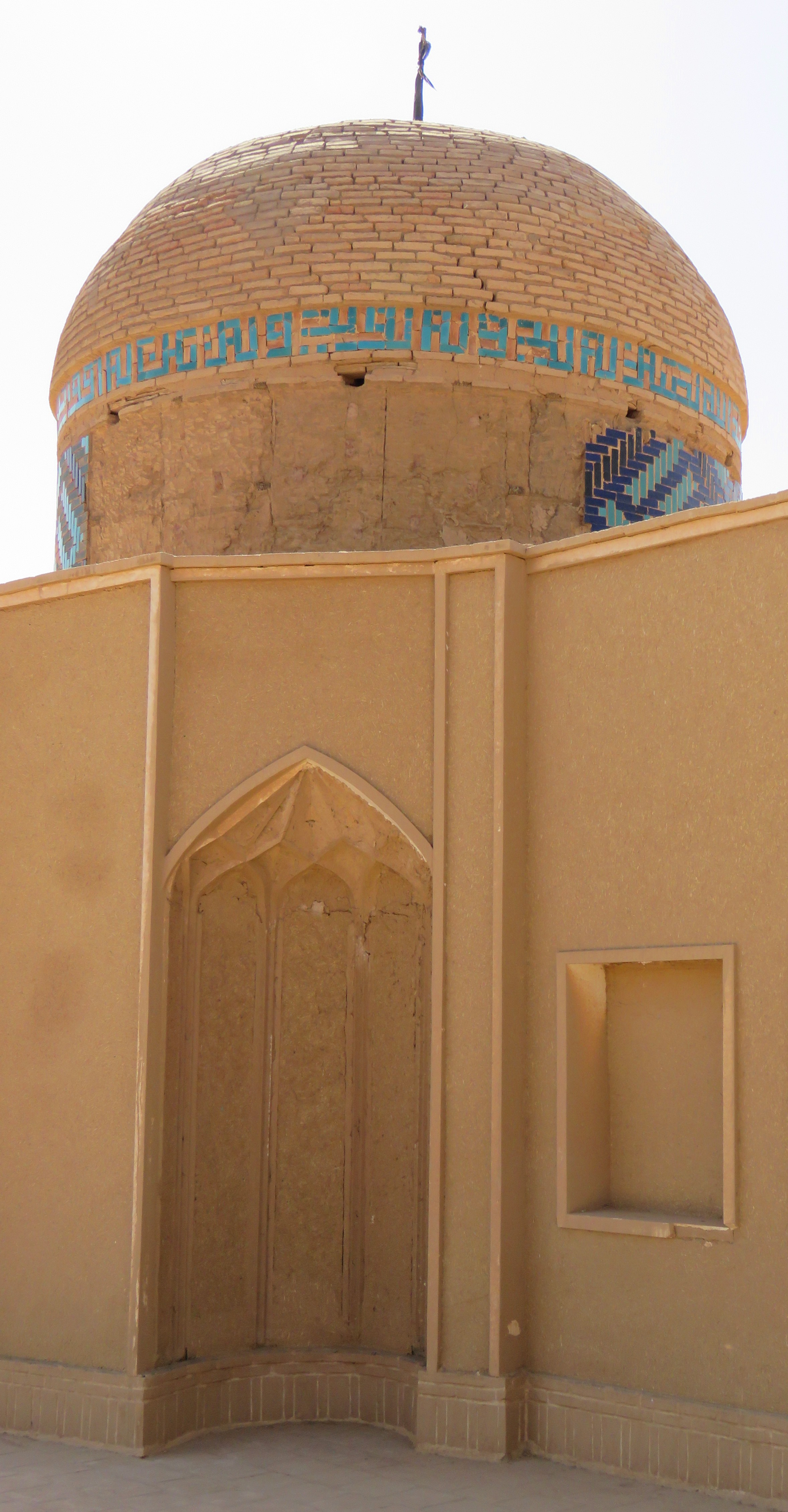
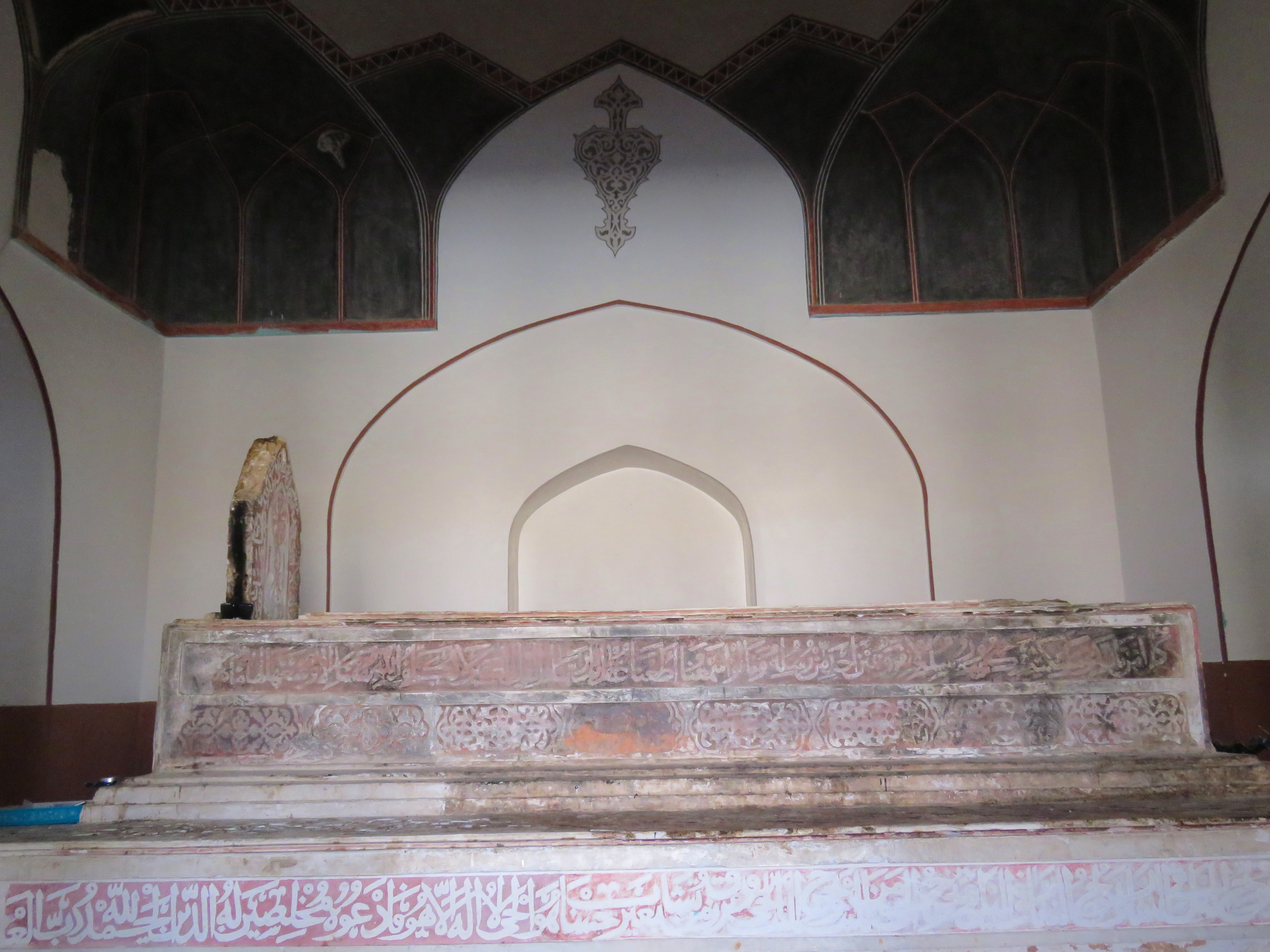
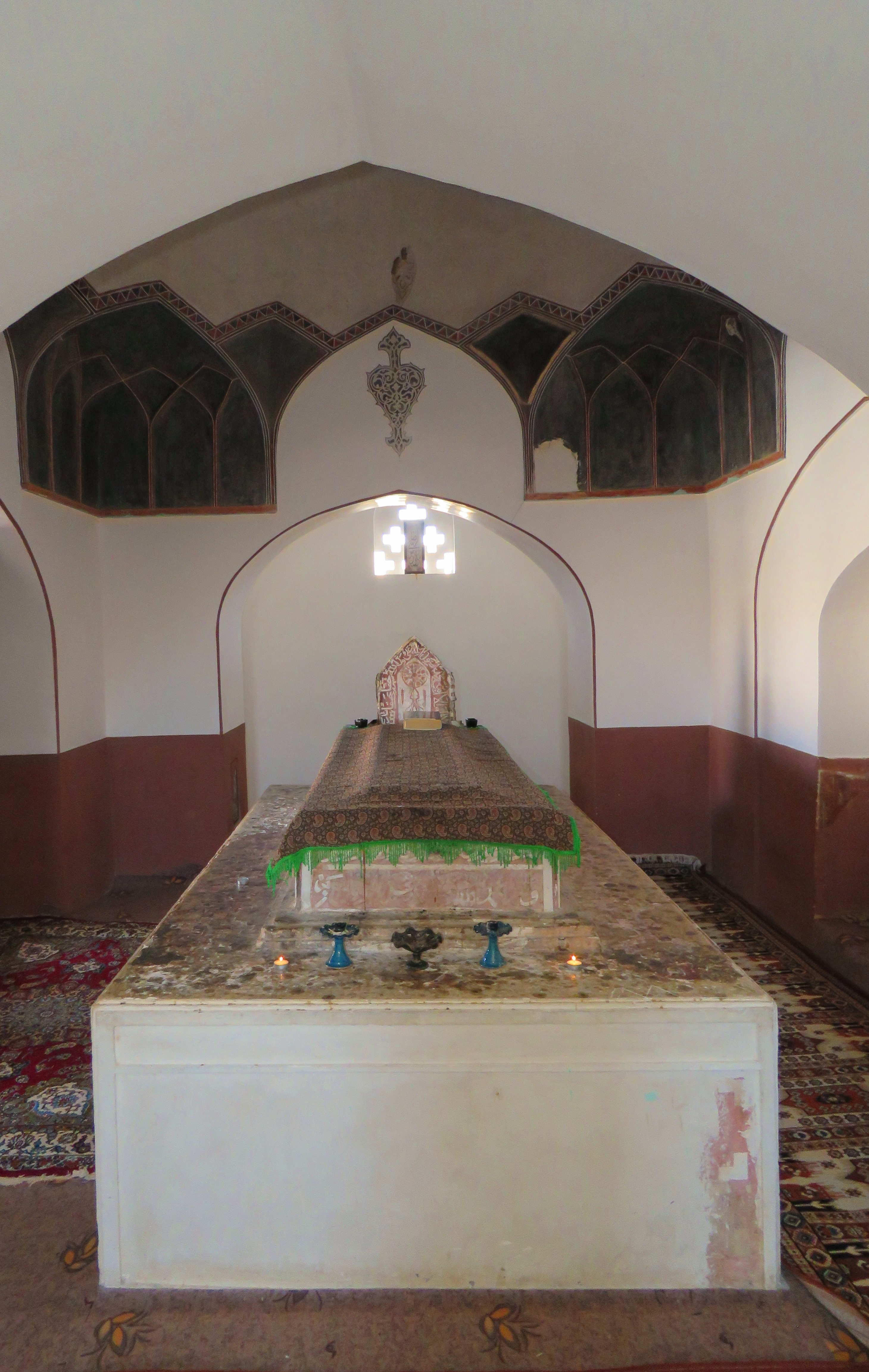
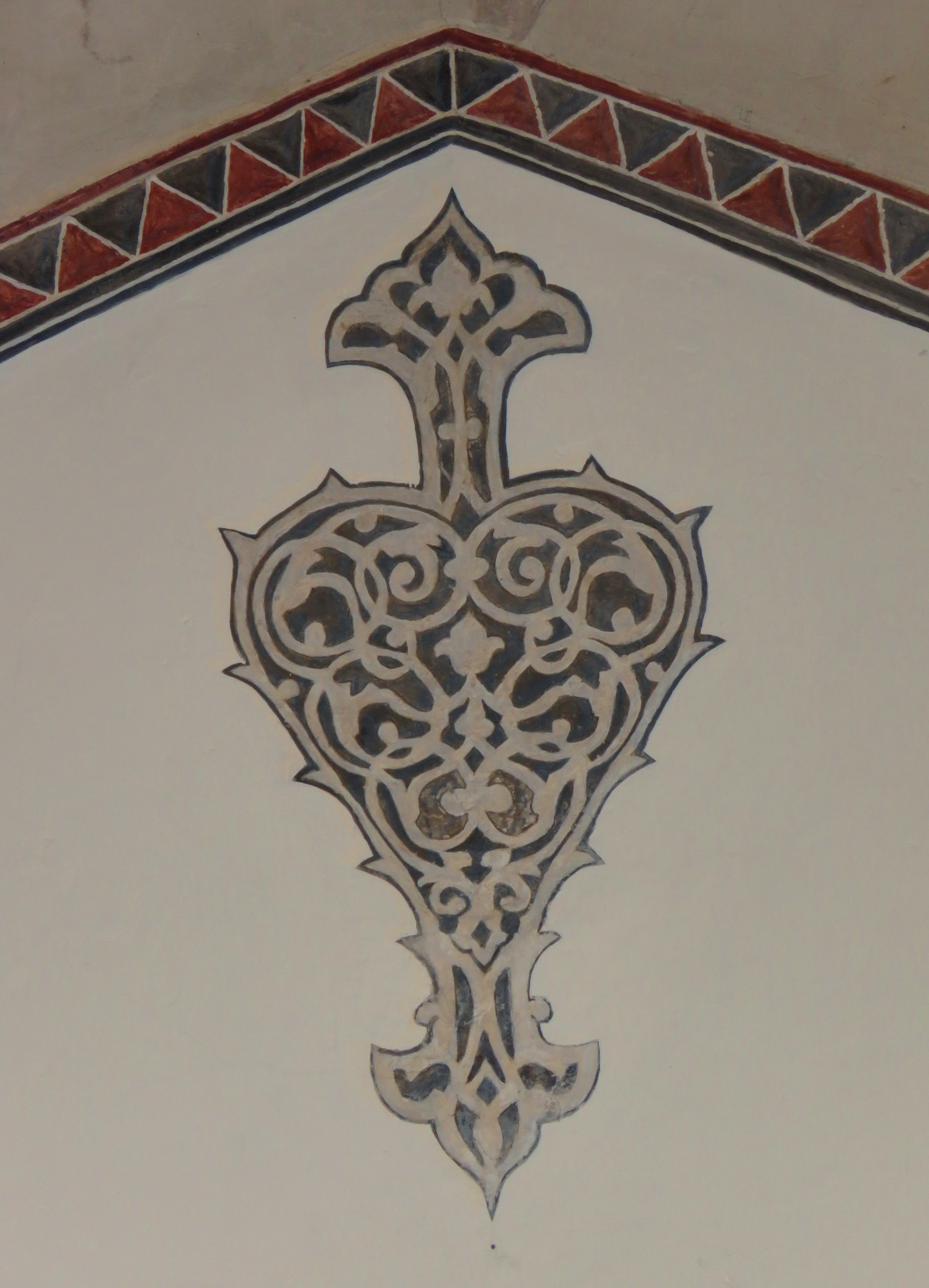
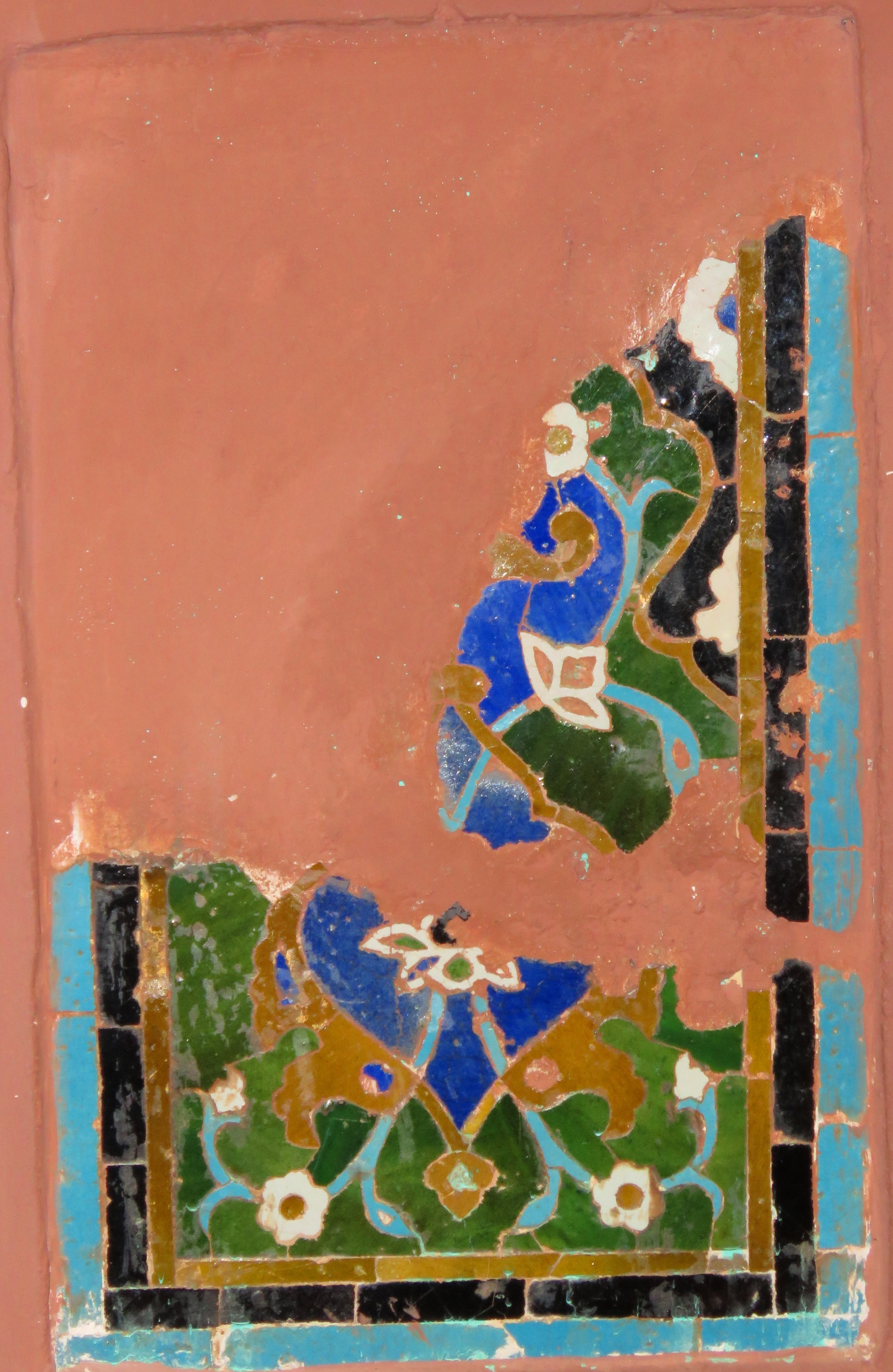
کاشی کاری
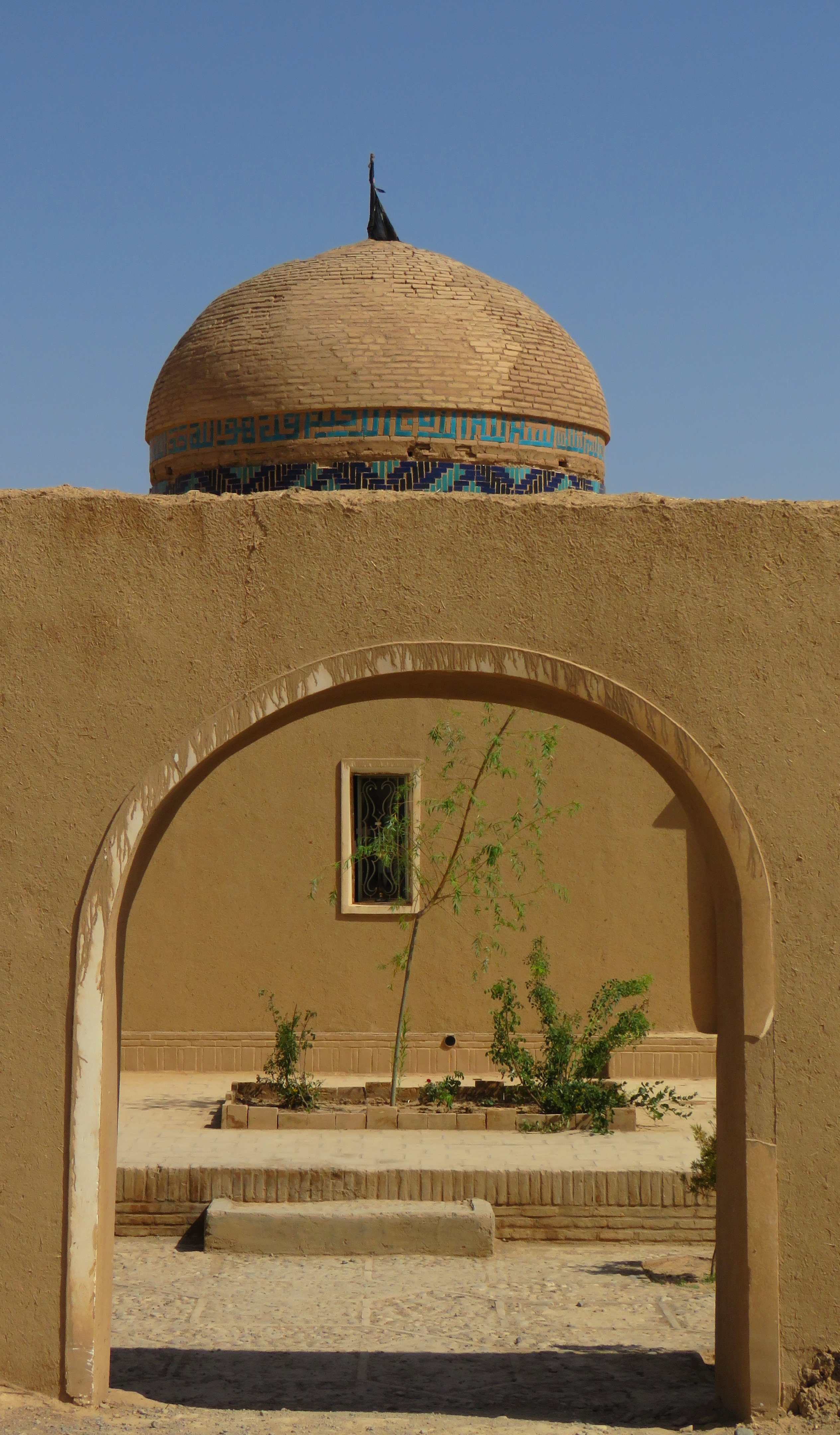
ورودی مقبره